# Аргентина на Светском првенству у атлетици на отвореном 2023.
Аргентина је учествовала на 19. Светском првенству у атлетици на отвореном 2023. одржаном у Будимпешти од 19. до 27. августа деветнаести пут, односно учествовала је на свим првенствима до данас. Репрезентацију Аргентине представљало је 10 такмичара (9 мушкараца и 1 жена) који су се такмичили у 10 дисциплина (9 мушких и 12 женска).,
На овом првенству представници Аргентине нису освојили ниједну медаљу.

## Учесници
| Мушкарци:: - Елијан Ларегина — 400 м - Дијего Хавијер Лакамоар — 1.500 м - Хоакин Арбе — Маратон - Хулиан Молина — 3.000 м препреке - Хуан Мануел Кано — 20 км ходање - Карлос Лајој — Скок увис - Херман Кјаравиљо — Скок мотком - Назарено Сасија — Бацање кугле - Хоакин Гомез — Бацање кладива | Жене: - Федра Алдана Луна Самбран — 1.500 м |

## Резултати

### Мушкарци
| Атлетичар               | Дисциплина       | Лични рекорд | Квалификације  | Квалификације | Полуфинале            | Полуфинале            | Финале                | Финале               | Детаљи |
| Атлетичар               | Дисциплина       | Лични рекорд | Резултат       | Место         | Резултат              | Место                 | Резултат              | Место                | Детаљи |
| ----------------------- | ---------------- | ------------ | -------------- | ------------- | --------------------- | --------------------- | --------------------- | -------------------- | ------ |
| Елијан Ларегина         | 400 м            | 45,34        | 45,42          | 5 у гр. 2     | Нису се квалификовали | Нису се квалификовали | Нису се квалификовали | 29 / 41 (45)         |        |
| Дијего Хавијер Лакамоар | 1.500 м          | 3:39,69      | 3:38,92 ЛР     | 14. у гр. 3   | Нису се квалификовали | Нису се квалификовали | Нису се квалификовали | 36 / 58              |        |
| Хоакин Арбе             | Маратон          | 2:09:36 НР   |                |               |                       |                       | Није завршио трку     | Није завршио трку    |        |
| Хулиан Молина           | 3.000 м препреке | 8:31,97      | 8:20,10 КВ, ЛР | 13. у гр. 3   |                       |                       | Није се квалификовао  | 37 / 37              |        |
| Хуан Мануел Кано        | 20 км ходање     | 1:22:10 НР   |                |               |                       |                       | 1:27:29               | 45 / 47 (50)         |        |
| Карлос Лајој            | Скок увис        | 2,25         | Без пласмана   | Без пласмана  |                       |                       | Није се квалификовао  | Није се квалификовао |        |
| Херман Кјаравиљо        | Скок мотком      | 5,75 НР      | 5,35           | 13. у гр А    | Нису се квалификовали | 22 / 29 (34)          |                       |                      |        |
| Назарено Сасија         | Бацање кугле     | 20,74        | 19,51          | 11. у гр. Б   | Нису се квалификовали | 25 / 35 (37)          |                       |                      |        |
| Хоакин Гомез            | Бацање кладива   | 76,36        | 72,77          | 12. у гр. Б   | Нису се квалификовали | 21 / 33 (35)          |                       |                      |        |

### Жене
| Атлетичарка               | Дисциплина   | Лични рекорд | Квалификације | Квалификације | Полуфилнале           | Полуфилнале           | Финале                | Финале       | Детаљи |
| Атлетичарка               | Дисциплина   | Лични рекорд | Резултат      | Место         | Резултат              | Место                 | Резултат              | Место        | Детаљи |
| ------------------------- | ------------ | ------------ | ------------- | ------------- | --------------------- | --------------------- | --------------------- | ------------ | ------ |
| Федра Алдана Луна Самбран | 1.500 метара | 4:10,98 НР   | 4:19,00       | 13. у гр. 4   | Ниje се квалификовалa | Ниje се квалификовалa | Ниje се квалификовалa | 55 / 55 (56) |        |